# Melanippos (Sohn des Hiketaon)
Melanippos (altgriechisch Μελάνιππος Melánippos) ist in der griechischen Mythologie ein Sohn des Hiketaon.
Vor Beginn des Trojanischen Krieges hütete er Rinder in Perkote. Als der Krieg begann, zog er nach Troja zum König Priamos, von dem er wie seine Söhne behandelt wurde.
Beim zweiten Angriff der Trojaner auf die Schiffe der Achaier bemerkte Hektor einen Streit zwischen Menelaos und Meges um die Rüstung des kurz zuvor gefallenen Dolops. Um diesen auszunutzen, ermutigte er Melanippos zum Kampf, der jedoch von Antilochos, durch Aias den Telamonier angetrieben, mit einem Speerwurf in die Brust getötet wird.